# Prusci
Prusci är ett samhälle i Bosnien och Hercegovina.   Det ligger i entiteten Republika Srpska, i den nordvästra delen av landet, 200 km nordväst om huvudstaden Sarajevo. Prusci ligger 327 meter över havet och antalet invånare är 201.
Terrängen runt Prusci är huvudsakligen kuperad, men den allra närmaste omgivningen är platt. Prusci ligger uppe på en höjd. Närmaste större samhälle är Prijedor, 19,5 km sydost om Prusci. 
I omgivningarna runt Prusci växer i huvudsak lövfällande lövskog. Runt Prusci är det ganska tätbefolkat, med 67 invånare per kvadratkilometer.